# Khatan Anu
Khatan Anu (mongol: ᠠᠨᠤ ᠬᠠᠲᠤᠨ)  (1653 - 1696) (Reina Anu) va ser una reina consort mongola que va comandar el seu exèrcit quan es va fundar el Kanat de Jungària a finals del segle xvii.

## Biografia
Anu era neta d'Ochirtu Secen Khan de Khoshuud (o la seva filla menor segons algunes fonts històriques escrites), que era nebot i fill adoptiu de Güshi Khan. Es va casar amb el príncep Sengge, fill d'Erdeni Batur, considerat com el fundador del Kanat de Zungària. Després de l'assassinat de Sengge pels seus germanastres Tseten i Tsobda Batur el 1670, Anu es va casar amb el successor de Sengge, el seu germà Galdan Boshughtu Khan (1644-1697), que havia passat deu anys al Tibet com a monjo budista. Amb les tropes proporcionades per Ochirtu, Galdan va venjar la mort del seu germà i va assumir el tron del Kanat de Zungària. El matrimoni d'Anu amb Galdan Boshughtu va produir un fill, el príncep Sevdenbaljir, i dues filles, les princeses Yunchihai i Boum.
Galdan va confiar en Anu per a obtenir consell durant tot el seu regnat mentre va ampliar el domini mongol del Kanat de Zungària des de l'extrem oest de la Gran Muralla xinesa fins a l'actual Kazakhstan oriental, i des de l'actual Kirguizstan fins al nord de Sibèria. Tement de l'aparició d'un nou Imperi Mongol, la dinastia Qing va enviar tres exèrcits cap a l'oest (cap a Mongòlia) el 1696. L'emperador Kangxi va dirigir personalment les forces expedicionàries. Galdan va desplaçar el seu exèrcit cap al sud des de les muntanyes Khentii per trobar-se amb la columna occidental de l'exèrcit de Kangxi a la batalla de Jao Modo el maig de 1696, però les seves tropes aviat van ser envoltades per les forces superiors de Kangxi.

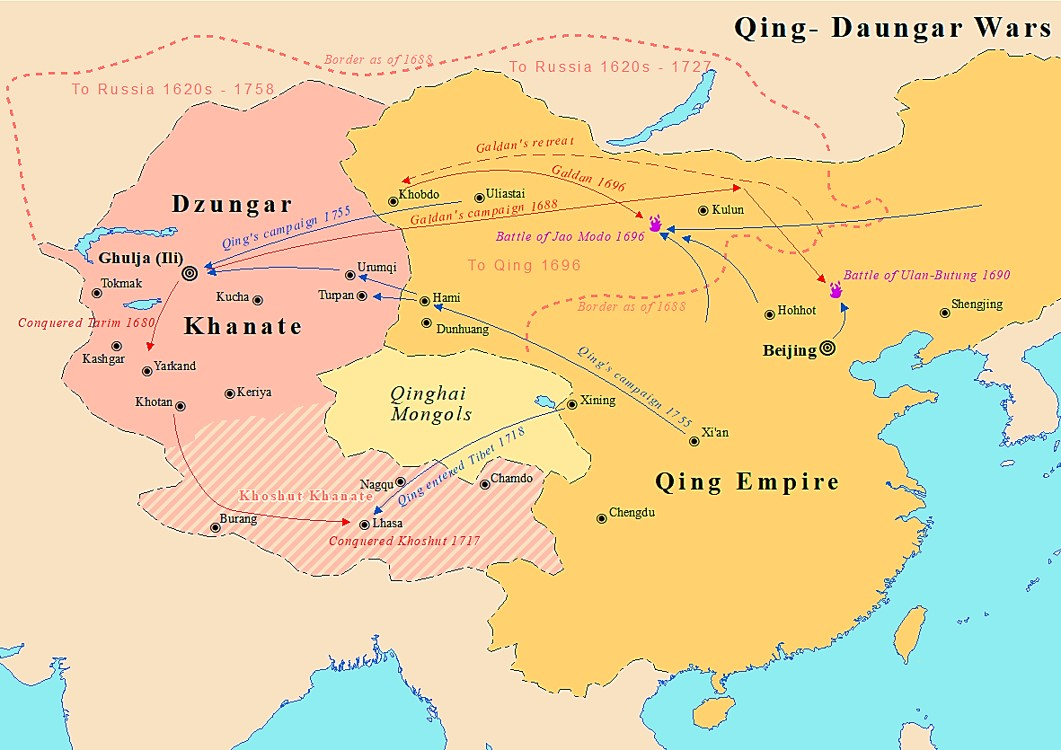
Mapa que mostra les guerres Zungària-Qing amb la ubicació de Jao Modo
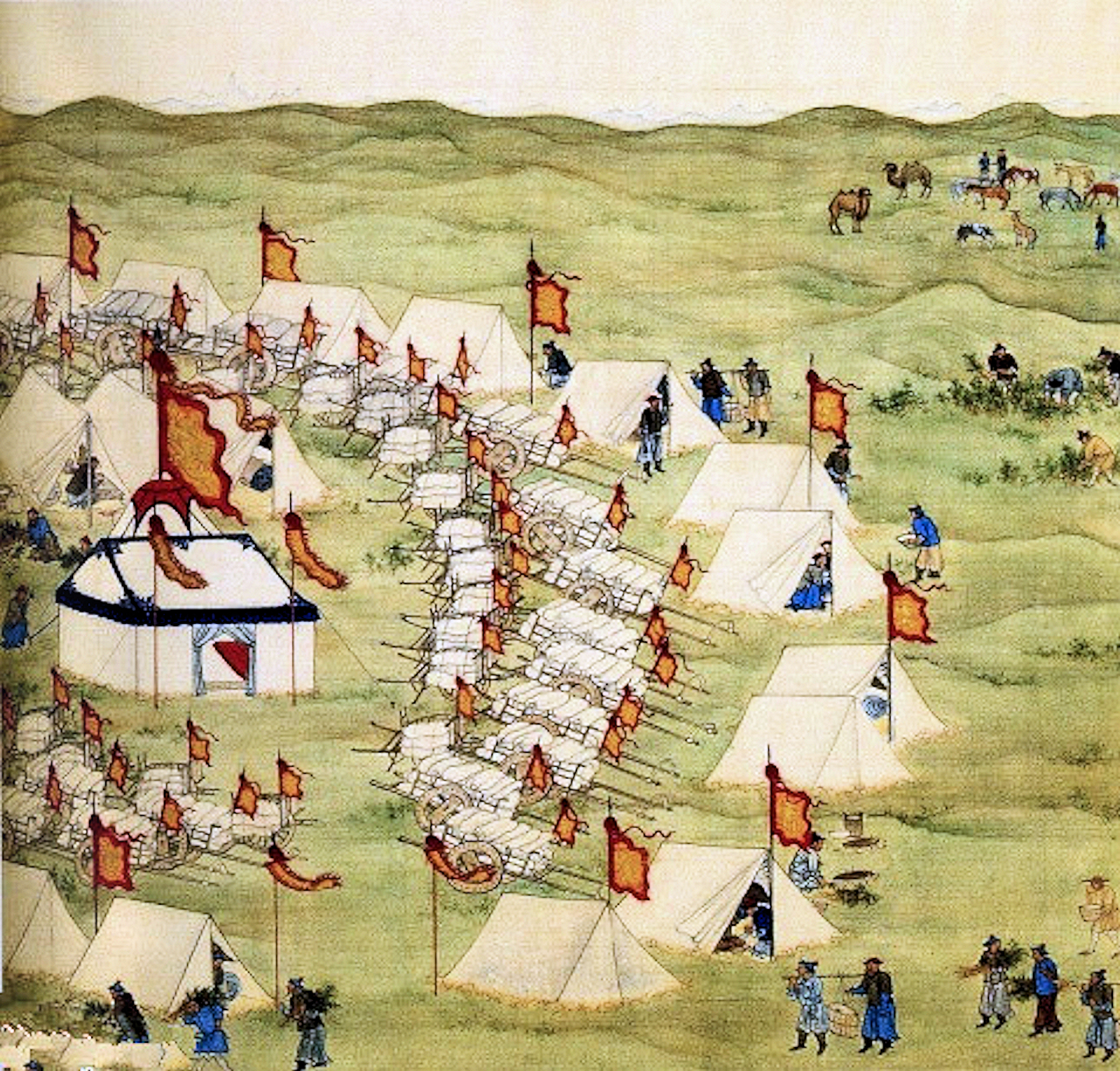
Un fragment d'un quadre de rotllo que representa el campament de l'Emperador xinès Kangxi al riu Kherlen en ruta per a atacar al Kanat de Zungària, el 1696.

Anu va liderar un contraatac que va permetre al seu marit escapar del cercle enemic. Tot i que Galdan va assolir fugir amb un petit romanent dels seus partidaris, Anu va ser morta per una fletxa enemiga durant el combat. Va ser enterrada als contraforts de les muntanyes Khangai en una zona que ara es coneix amb el nom de «Hatant» (el lloc de la reina) a l'actual sum de Khotont de la província d'Arkhangai.